# El Sunyer de Baix
El Sunyer de Baix és una masia de Tavertet (Osona) inclosa a l'Inventari del Patrimoni Arquitectònic de Catalunya.

## Descripció
Masia abandona i en procés d'enrunament; les heures cobreixen pràcticament tot l'edifici. Està construïda al costat d'una gran balma i una font. L'únic accés es fa a través d'un grau, a peu, que baixa per la cinglera. L'edifici és de planta rectangular i està cobert a dos vessants amb el carener perpendicular a la façana, situada a tramuntana. Presenta dos petits annexes a la façana oest, pràcticament sota la balma; un d'ells és el forn. La façana principal presenta un eix de composició vertical respecte al portal i la finestra amb llinda d'escotadura. La porta, que té un arc de descarrega al damunt, té els brancals i la llinda de grans carreus de pedra i la llinda té un relleu d'un quadrat amb una creu sobre un monticle a l'interior. La façana est està completament coberta per l'heura. A la planta baixa s'observen uns grans arcs de pedra picada.

## Història
Masia edificada en l'emplaçament d'antigues balmes habitades. L'època es pot delimitar entre els segles XII-XIII. La casa sembla que fou utilitzada com a molí.
Es troba registrada en els fogatges del "Castell y terme de Tavertet fogajat a 5 de octubre 1553 per Joan Montells balle, Pere Closes y Climent Parareda com apar en cartes 223" on consta un tal "Bartomeu Sunyer", però no se sap si el fogatge es refereix al Sunyer de Dalt o al Sunyer de Baix.